# 储祥好
储祥好（1968年11月—），安徽合肥人，汉族，中华人民共和国政治人物。曾任中共运城市委副书记、市长。现任中共运城市委书记。